# Rašljani
Rašljani (en serbe cyrillique : Рашљани) est un village de Bosnie-Herzégovine. Il est situé dans le district de Brčko. Selon les premiers résultats du recensement de 2013, il compte 1 096 habitants.

## Géographie
Le village est situé au bord de la Rašljanska rijeka.

## Démographie

### Évolution historique de la population dans la localité
| 1948 | 1953 | 1961  | 1971  | 1981  | 1991  | 2013  |
| ---- | ---- | ----- | ----- | ----- | ----- | ----- |
| -    | -    | 1 115 | 1 305 | 1 202 | 1 155 | 1 096 |

|  |